# Maretz
Maretz ist eine französische Gemeinde mit 1.403 Einwohnern (Stand: 1. Januar 2022) im Département Nord in der Region Hauts-de-France. Sie gehört zum Arrondissement Cambrai und zum Kanton Le Cateau-Cambrésis. Die Einwohner werden Maretziens und Maretziennes oder scherzhaft Culs Frais genannt.

## Geographie
Maretz liegt etwa 19 Kilometer südöstlich von Cambrai an der Grenze zum Département Aisne. Umgeben wird Maretz von den Nachbargemeinden Clary im Nordwesten und Norden, Bertry im Norden, Maurois im Nordosten, Busigny im Osten, Prémont im Süden und Südwesten sowie Élincourt im Westen.

## Bevölkerungsentwicklung
| Jahr                       | 1962 | 1968 | 1975 | 1982 | 1990 | 1999 | 2006 | 2013 | 2020 |
| Einwohner                  | 1747 | 1717 | 1595 | 1497 | 1416 | 1363 | 1428 | 1473 | 1430 |
| Quellen: Cassini und INSEE |      |      |      |      |      |      |      |      |      |

## Sehenswürdigkeiten

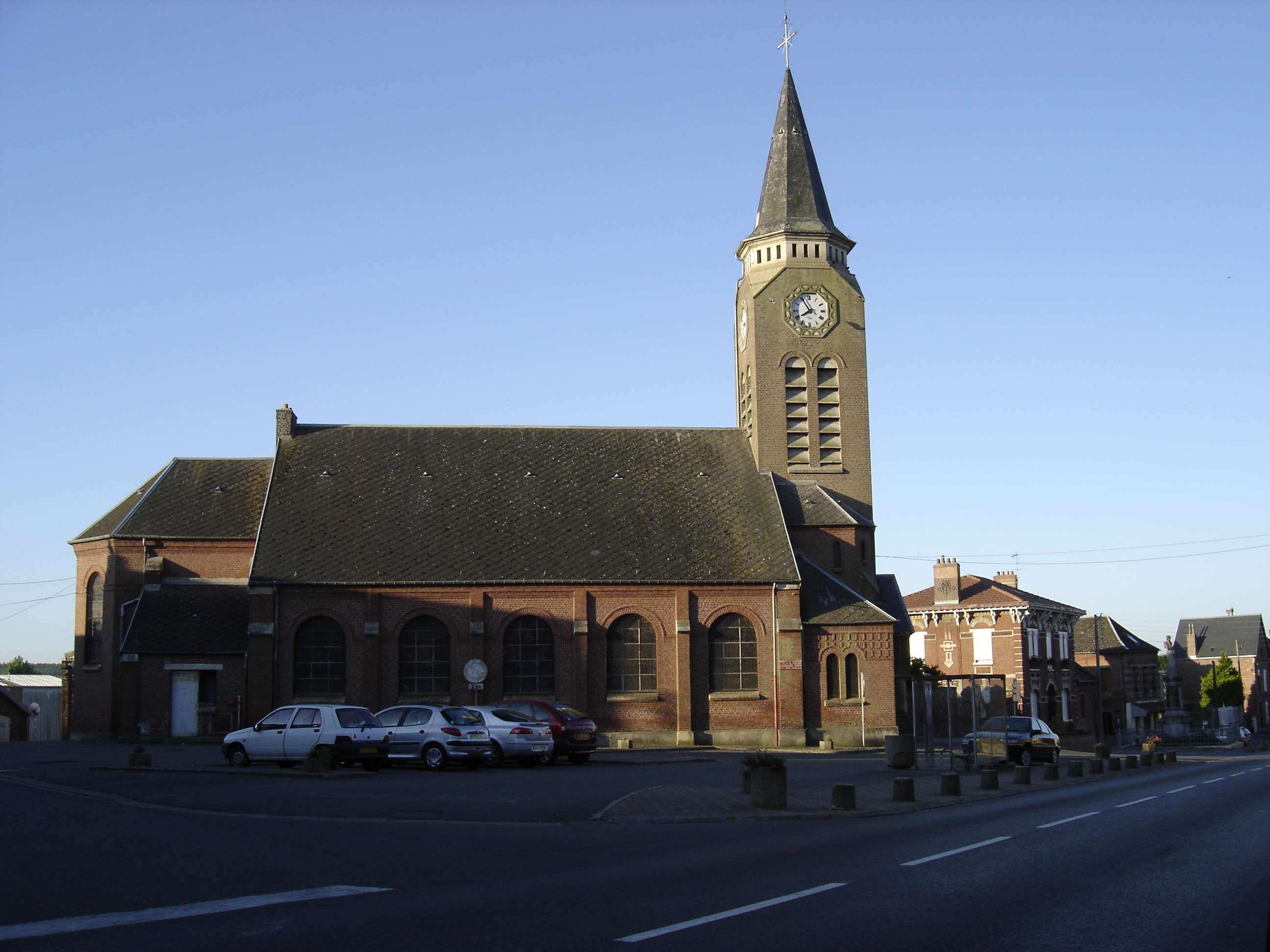
Kirche Saint-Martin
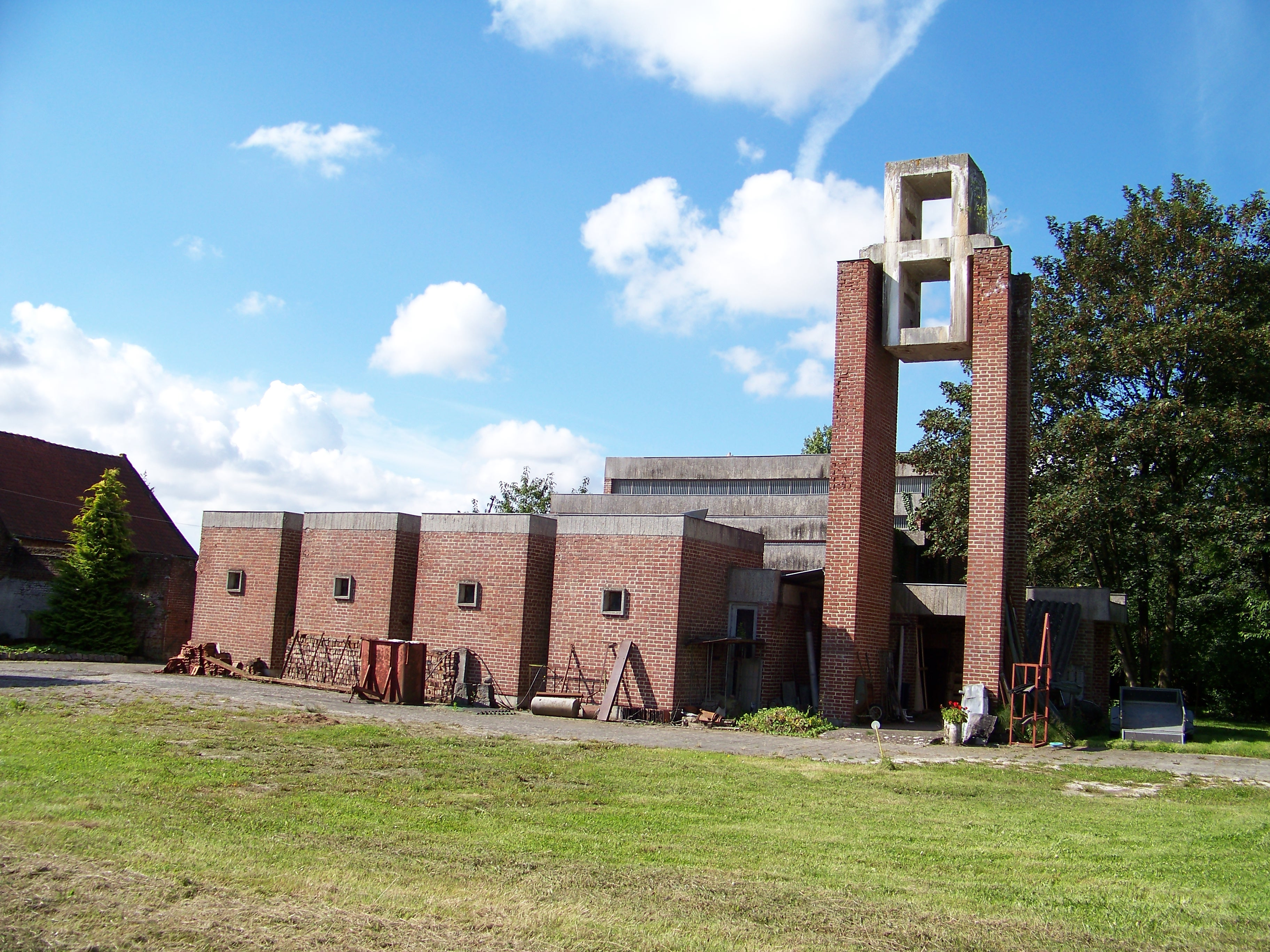
Kapelle Don Bosco
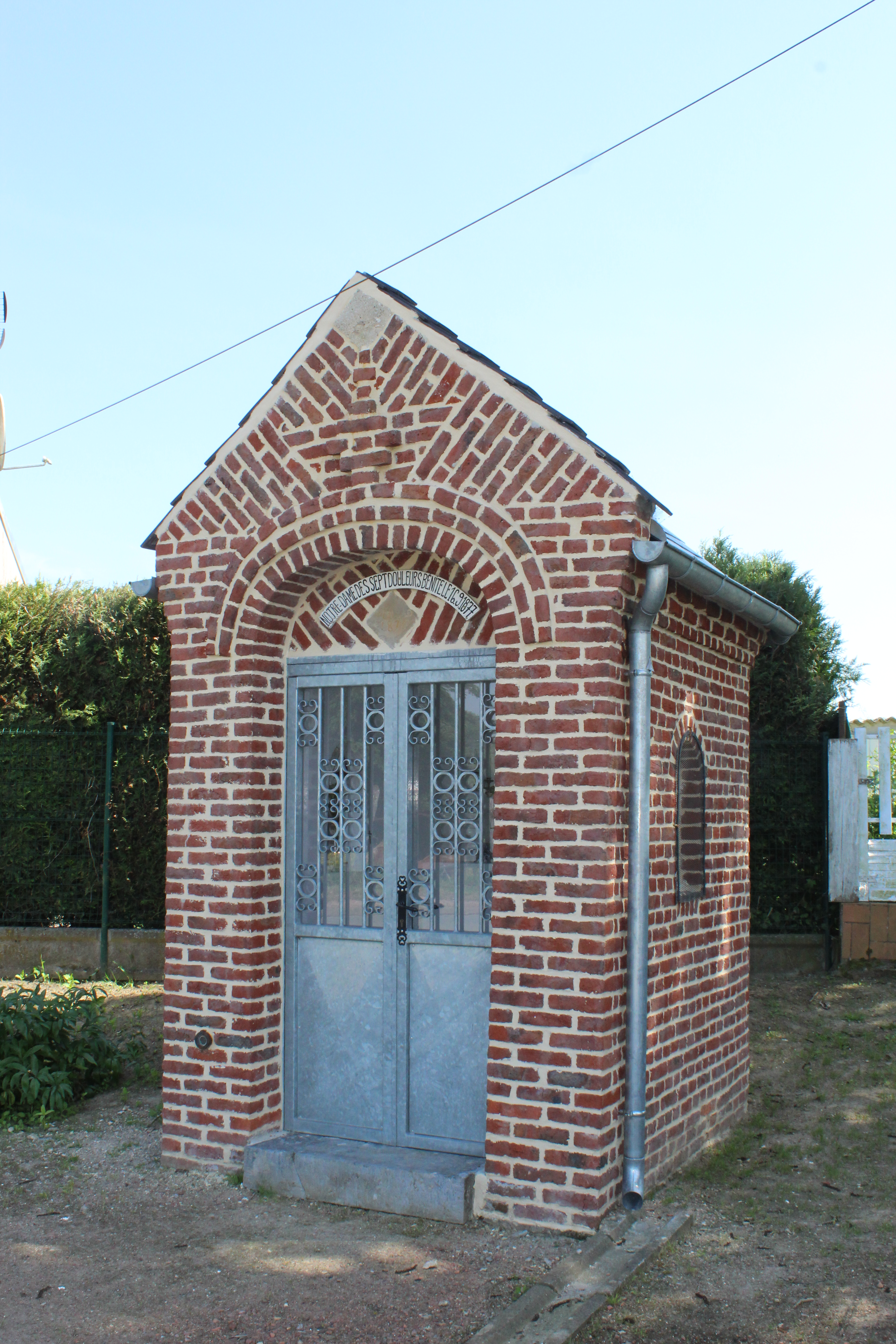
Kapelle Notre-Dame im Ortsteil Avelu
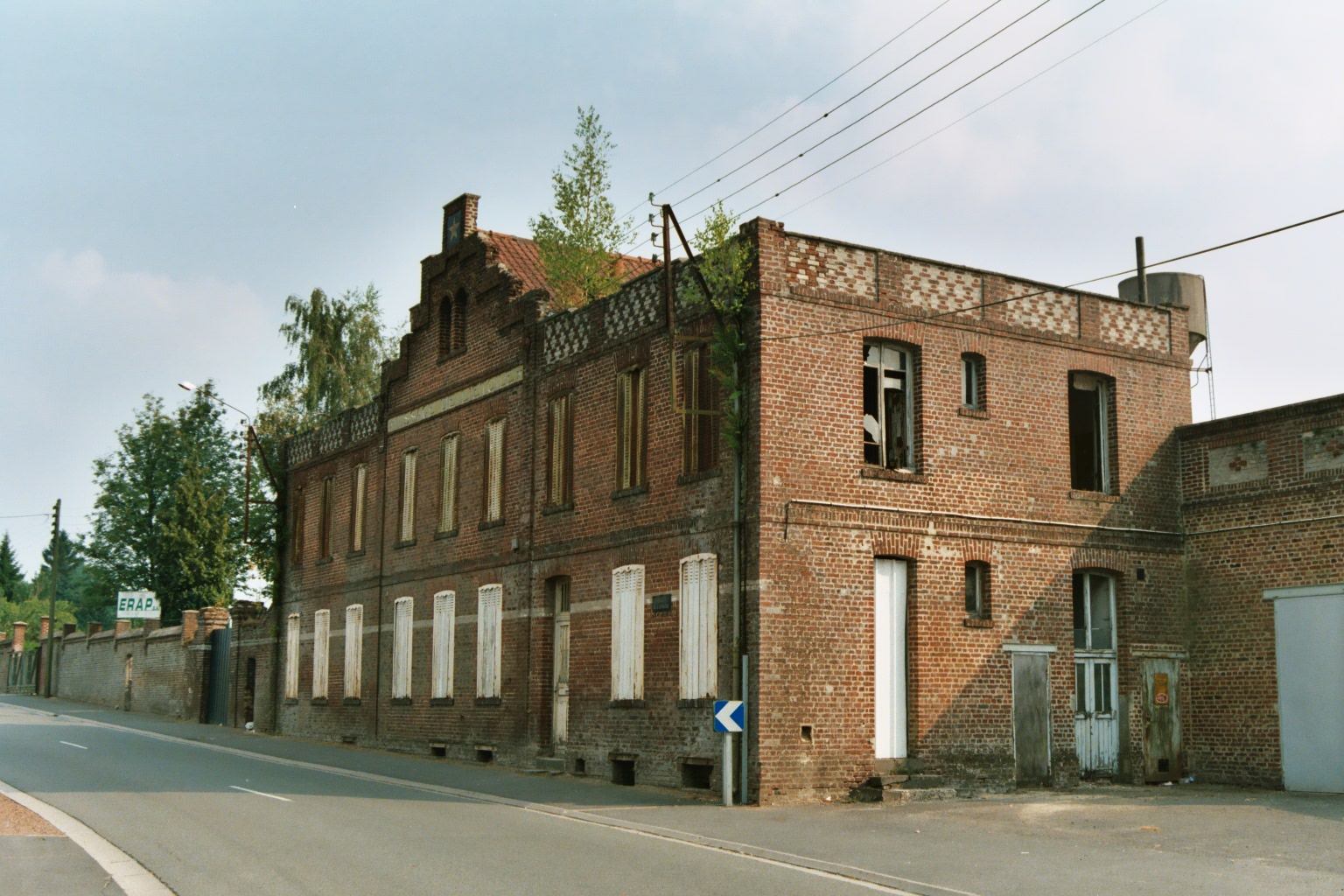
Webereibetrieb in Maretz
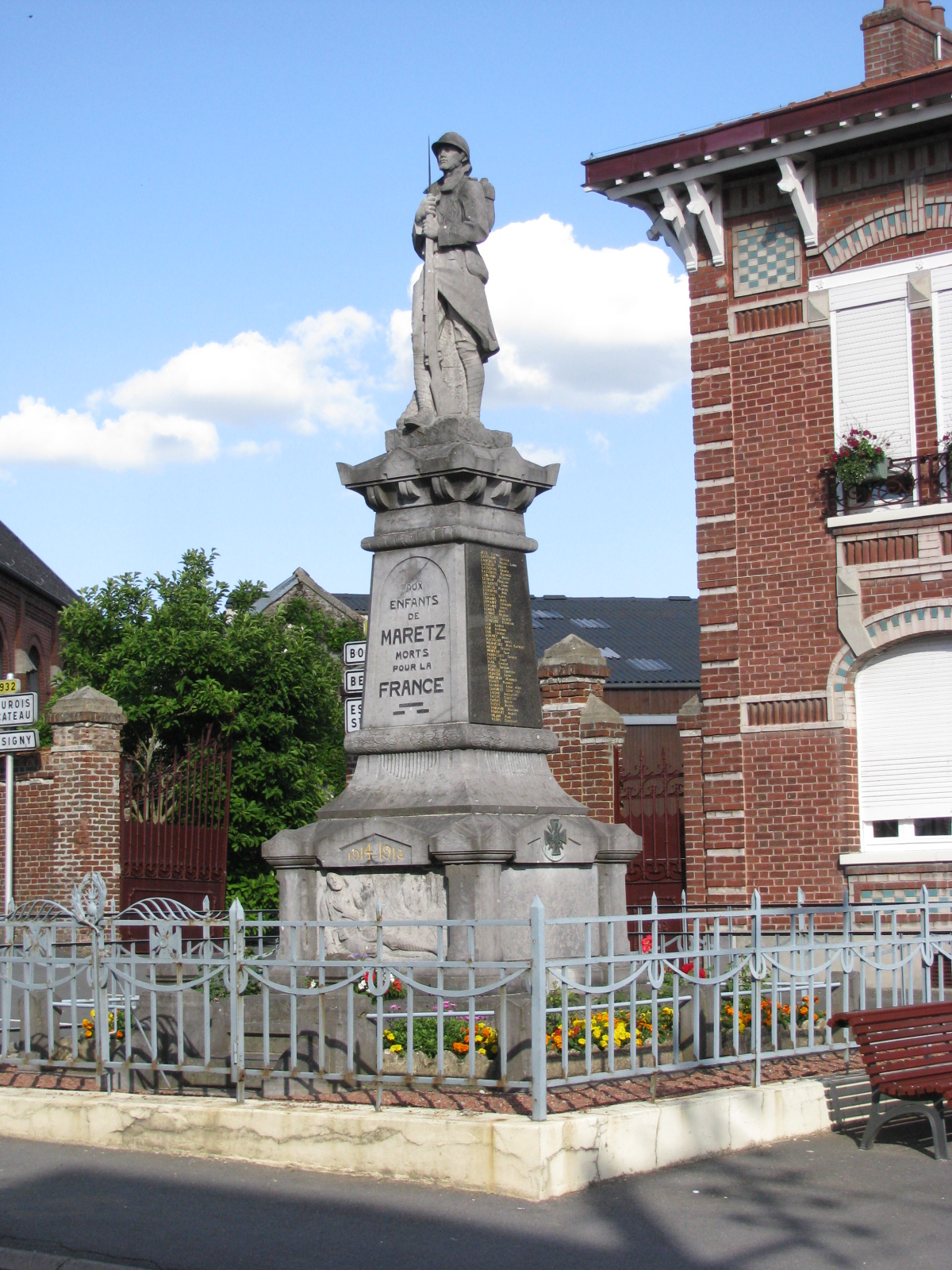
Gefallenendenkmal

- zwei Wassertürme

- Kirche Saint-Martin
- Kapelle Don Bosco
- Kapelle Notre-Dame im Ortsteil Avelu
- Webereibetrieb in Maretz
- Gefallenendenkmal

## Persönlichkeiten
- Jean Jonglet (1480–1540), Diplomat
- Ferry Laureyns (1507–1558), Diplomat
- Fernand Lantoine (1876–1949), französischer Maler, geboren in Maretz
- Coco Chanel (1883–1971), französische Modedesignerin, hatte eine Stoffwerkstatt in Maretz